# Confederação do Comércio e Serviços de Portugal
A Confederação do Comércio e Serviços de Portugal (CCP) é a maior confederação empresarial do país.[carece de fontes?] Integra diretamente 100 associações de âmbito regional, setorial ou de serviços, representando as atividades grossista, retalhista e de serviços que, no seu conjunto, filiam mais de 200 mil empresas. Tem como objetivo principal representar e defender a nível nacional e internacional os seus associados, promovendo entre eles o espírito de convergência e solidariedade.
A sua missão é contribuir para o desenvolvimento dos setores que representa, atuando a vários níveis:
- Como dinamizador do associativismo e do empreendedorismo no comércio e nos serviços;
- Como Parceiro Social em sede de Concertação Social, e no Conselho Económico e Social com vista ao desenvolvimento de um Contrato Social mobilizador e modernizador;
- Como interlocutor entre o mundo empresarial e os sistemas político, social e fiscal, nomeadamente junto do Governo e da Administração Pública, Cúpulas Associativas, Escolas e Universidades;
- Como membro do Comité Económico e Social Europeu e da Eurocommerce, com o objetivo de potenciar as atividades representadas a nível europeu.

A 16 de fevereiro de 2023, foi agraciada com o grau de Membro-Honorário da Ordem do Mérito Empresarial - Classe do Mérito Comercial.